# Zapote de Covarrubias
Zapote de Covarrubias är en ort i Mexiko.   Den ligger i kommunen Salamanca och delstaten Guanajuato, i den centrala delen av landet, 260 km nordväst om huvudstaden Mexico City. Zapote de Covarrubias ligger 1 885 meter över havet och antalet invånare är 278.
Terrängen runt Zapote de Covarrubias är huvudsakligen kuperad, men åt nordväst är den platt. Runt Zapote de Covarrubias är det tätbefolkat, med 257 invånare per kvadratkilometer. Närmaste större samhälle är Irapuato, 19,0 km väster om Zapote de Covarrubias. Omgivningarna runt Zapote de Covarrubias är en mosaik av jordbruksmark och naturlig växtlighet.